# Uwe Rösler
Uwe Rösler (* 15. listopadu 1968 Altenburg) je bývalý německý fotbalista, útočník.

## Fotbalová kariéra
Začínal ve východoněmecké oberlize za 1. FC Lokomotive Leipzig, BSG Chemie Leipzig, 1. FC Magdeburg a Dynamo Drážďany, nastoupil v 62 ligových utkáních a dal 22 gólů. Za reprezentaci Východního Německa (NDR) nastoupil v roce 1990 v 5 utkáních. Po sjednocení Německa hrál za 1. FC Norimberk, Dynamo Drážďany, v Anglii za Manchester City FC, v Německu za 1. FC Kaiserslautern a Tennis Borussia Berlin, dále v Anglii za Southampton FC a West Bromwich Albion FC, v Německu za SpVgg Unterhaching a v Norsku za Lillestrøm SK. V Lize mistrů UEFA nastoupil v 8 utkáních a dal 3 góly, v Poháru vítězů pohárů nastoupil ve 2 utkáních a v Poháru UEFA nastoupil ve 4 utkáních.

## Ligová bilance
| Ročník                                  | Zápasy | Góly | Klub                     |
| --------------------------------------- | ------ | ---- | ------------------------ |
| DDR-Oberliga 1987/88                    | 3      | 0    | 1. FC Lokomotive Leipzig |
| DDR-Liga 1987/88                        | 10     | 2    | BSG Chemie Leipzig       |
| DDR-Liga 1988/89                        | 17     | 4    | BSG Chemie Leipzig       |
| DDR-Oberliga 1988/89                    | 12     | 3    | 1. FC Magdeburg          |
| DDR-Oberliga 1989/90                    | 24     | 10   | 1. FC Magdeburg          |
| DDR-Oberliga 1990/91                    | 26     | 9    | 1. FC Magdeburg          |
| Německá fotbalová Bundesliga 1992/93    | 33     | 4    | Dynamo Drážďany          |
| Německá fotbalová Bundesliga 1993/94    | 28     | 0    | 1. FC Norimberk          |
| Německá fotbalová Bundesliga 1993/94    | 7      | 0    | Dynamo Drážďany          |
| Premier League 1993/94                  | 12     | 5    | Manchester City FC       |
| Premier League 1994/95                  | 31     | 1    | Manchester City FC       |
| Premier League 1995/96                  | 36     | 9    | Manchester City FC       |
| EFL Championship 1996/97                | 44     | 15   | Manchester City FC       |
| EFL Championship 1997/98                | 29     | 6    | Manchester City FC       |
| Německá fotbalová Bundesliga 1998/99    | 28     | 8    | 1. FC Kaiserslautern     |
| 2. německá fotbalová Bundesliga 1999/00 | 28     | 6    | Tennis Borussia Berlin   |
| Premier League 2000/01                  | 20     | 0    | Southampton FC           |
| Premier League 2001/02                  | 4      | 0    | Southampton FC           |
| 2. německá fotbalová Bundesliga 2001/02 | 14     | 5    | SpVgg Unterhaching       |
| EFL Championship 2001/02                | 5      | 1    | West Bromwich Albion FC  |
| Eliteserien 2002                        | 10     | 9    | Lillestrøm SK            |
| Eliteserien 2003                        | 1      | 1    | Lillestrøm SK            |
| CELKEM DDR-Oberliga                     | 62     | 22   |                          |
| CELKEM Německá fotbalová Bundesliga     | 96     | 12   |                          |
| CELKEM Premier League                   | 103    | 29   |                          |
| CELKEM Eliteserien                      | 11     | 10   |                          |